# Georg Kröll

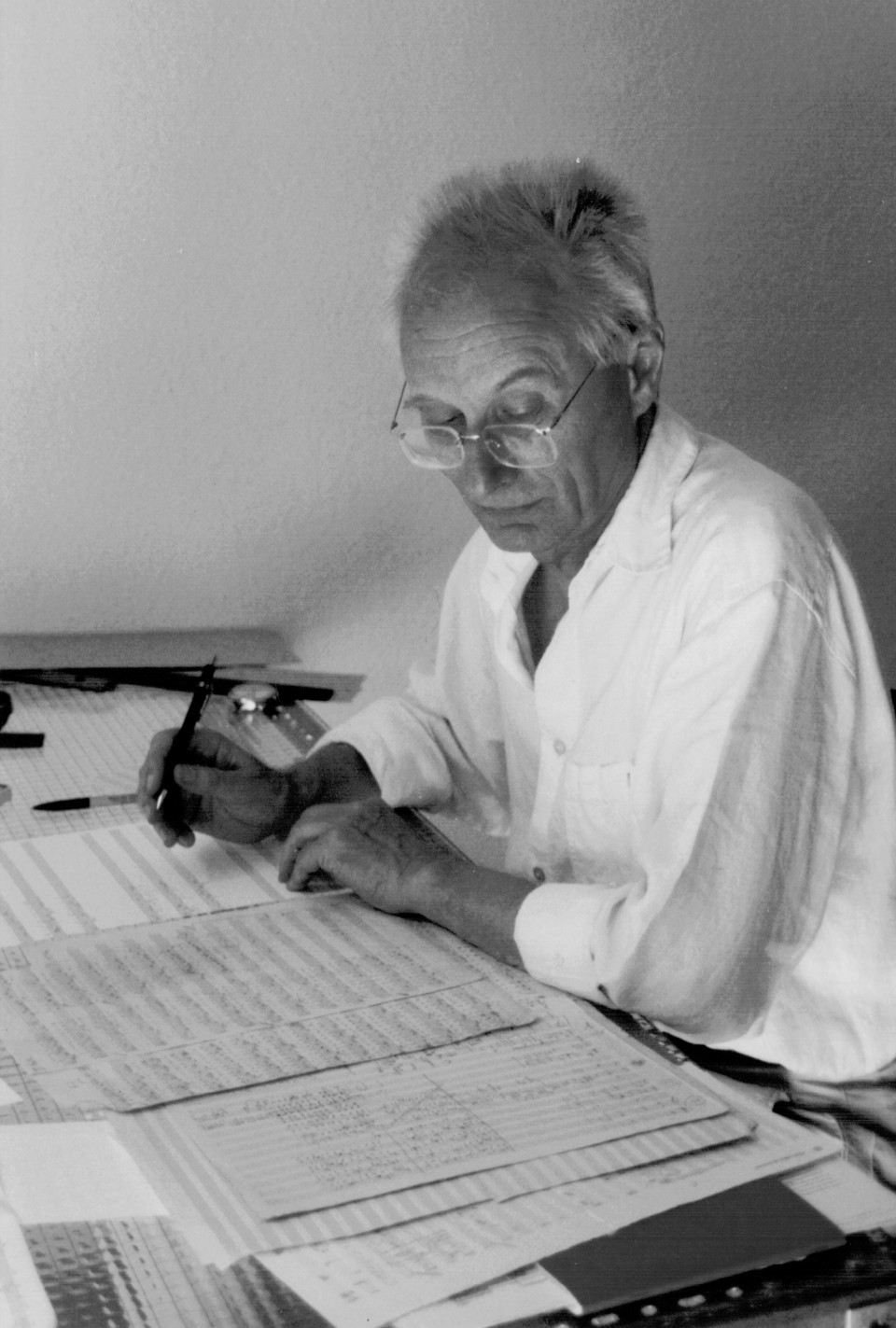
Georg Kröll 1998

Georg Kröll (* 3. Mai 1934 in Linz am Rhein) ist ein deutscher Komponist.

## Leben
Georg Kröll studierte an der Kölner Musikhochschule Klavier bei Else Schmitz-Gohr und Komposition bei Frank Martin und Bernd Alois Zimmermann. Er nahm 1962 teil an der Bonner Bühne für sinnliche Wahrnehmung – KONZIL mit seinem Werk Lieder nach Texten von Paul Pörtner, Helmut Heissenbüttel und Karl Krolow für Sopran-Gitarre-Klavier und Sonate für Altflöte. Zwischen 1960 und 1964 war er mehrmals Teilnehmer der Darmstädter Ferienkurse für Neue Musik und der Internationalen Musikwochen der Gaudeamus-Stiftung in Bilthoven. In diese Zeit fällt auch der Beginn seiner pianistischen Tätigkeit als Interpret Neuer Musik, als Kammermusiker und Liedbegleiter. Er erhielt 1962 den Förderpreis der Stadt Köln und war 1969/70 Stipendiat der Villa Massimo in Rom. Sein "Tagebuch für Klavier" wurde 1999 mit dem Deutschen Musikeditionspreis ausgezeichnet. Seit 1970 lebt Georg Kröll in Köln, wo er von 1969 bis 1972 Mitglied der Komponistenvereinigung Gruppe 8 Köln war. Er lehrte von 1964 bis 1997 Komposition und Musiktheorie an der Rheinischen Musikschule der Stadt Köln. Seit 1986 ist er künstlerischer Berater des Inselfestivals Insel Hombroich.
Im Georg-Kröll-Archiv der Akademie der Künste Berlin werden Manuskripte (Entwürfe, Skizzen und Partiturreinschriften) aufbewahrt und zugänglich gemacht, Teilbestand Archiv Insel Hombroich.

## Werke

### Orchesterwerke
- Canto für Sopran und Orchester, Text: Ezra Pound, »Canto IV« (1962)
- Variationen für Orchester (1964/65)
- STILL LEBEN, Aufzeichnungen für Sinfonieorchester (1970)
- Parodia ad Perotinum, Organum für Orchester (1972)
- Suite de balades, vier Balladen des späten 14. Jahrhunderts für Orchester gesetzt (1977)
- Vier Motetten von Orlando di Lasso für Chor und Orchester gesetzt (1979)
- Die kleine Räuberin, Märchenstück für Sprecher und Orchester, Text: Marcellus Schiffer (1980)
- Tode und Tore für Sprecher und Orchester, Text: Dylan Thomas (1981)
- Wings and Diamonds, Konzertstück für Trompete und Orchester (1999)
- Wechselbilder, Episoden für Orchester (2008/2010)

### Kammer- und Ensemblemusik
- Cerchi per pianoforte e strumenti (1960)
- Sonate für Violoncello und Klavier (1969)
- Invocazioni für Bläserquintett (1969)
- Zweite Sonate für Violoncello und Klavier (1972)
- The Musicians and the Drummer für Oboe (Englischhorn), Klarinette (Bassklarinette, Altsaxophon), Trompete (Flügelhorn), Violoncello, Klavier und Dirigent (1973/1996)
- Canzonabile für Bassblockflöte und Gitarre (1974/1993)
- Re-sonat tibia für Shakuhachi und Gitarre (1975)
- Odhecaton, Musik für Renaissance-Instrumente (1979)
- Capriccio sopra mi, Trio für Viola, Violoncello und Kontrabass (1982)
- Capriccio II für Ensemble (1983)
- Dekatom, Trio für Violine, Violoncello und Klavier (1984)
- Schattenspiel, Fünf Stücke für Bassklarinette und Vibraphon (1986)
- Pezzi bassi ed alti für Kontrabass, Harfe, Celesta und Schlagzeug (1986)
- Fünf Versetten für Saxophonquartett (1986)
- Zwiegesänge für zwei Klarinettisten (1987)
- Omaggio, Trio für Violine, Violoncello und Klavier (1989)
- Rondell für Flöte und Klarinette (1991)
- Aria für Oboe und Orgel (1992)
- Quartett für Baritonsaxophon, Posaune, Violoncello und Klavier (1993)
- Sonata pian e forte, Septett für Saxophonquartett und Trio basso (1994)
- Vier Studien / 14 Stationen für Harfe und Klavier (1994)
- Round of talks für drei Altblockflöten (1994)
- Im Walde von György Kurtág, in canone alla quinta für zwei Klarinetten (1994) / Saxophon und Posaune (1996) / Akkordeon / Viola und Akkordeon (2004)
- 1. Streichquartett (1996/2006)
- Versetto: Gloria tibi für Klarinette, Violine und Viola (1998)
- 2. Streichquartett (2000/2001)
- Deux chansons de Gilles Binchois bearbeitet für drei Bratschen (2001)
- Wie Gebirg, das hochaufwogend… Musik für Viola, Violine und Violoncello (2001)
- »Tant plus ayme«, Hommage á Binchois für Flöte, Oboe und Klarinette (2003)
- Felix namque es, eine Tallis-Transkription für Ensemble (2005)
- Ausblick – Einblick, sechs Stücke für zwei Klaviere (2008)
- Doppelspiel, Variationen für zwei Bratschen (2009)

### Kammer- und Ensemblemusik mit Gesang
- Magnificat für Sopran und sechs Instrumente (1958)
- Drei Lieder für Sopran, Gitarre und Klavier nach Texten von Paul Pörtner, Helmut Heißenbüttel, Karl Krolow (1961)
- Cantio für Bariton, zwei Violoncelli, Kontrabass und Orgel, Text: Psalm 111 »Beatus vir«
- ... schließlich sei ja auch Das Gehör der Titel der Studie für sechs Vokalisten (1972)
- Wir besitzen keinerlei Fähigkeit, aus der Klosterneuburgerstraße wegzugehn, Arie für Mezzosopran und sieben Instrumentalisten, Text: Thomas Bernhard (1974)
- Szene, Motette für Sprecher, Sopran und elektronische Orgel, Text: Hans Günther Adler (1975)
- The Solitary Guest from Alabama, Gesang für mittlere Stimme und Klavier, Text: Walt Whitman (1976)
- John Donne has sunk in sleep, Motette für Diskant, Kontratenor, Tenor und Bass, Text: Joseph Brodsky (1976)
- ... da der Tod – genau zu nemmen, Kantate für drei Männerstimmen und Klavier. Texte: Horaz, Homer, Moses Mendelssohn, Constanze Mozart, W. A. Mozart und Johann Christian Günther (1990)

### Solowerke
- Sonate für Altflöte allein (1959)
- Estampida für Gitarre solo (1967)
- Con licenza für Altblockflöte solo (1971)
- Re-sonat tibia, Version für Flöte solo (1979)
- Solopartien, Capriccio III für Flöte (1983/1996)
- Unrundes Gewinde, Capriccio per viola sola (1987)
- Tagebuch für Klavier, work in progress (1987/...)
- Zwei Stücke für Harfe (1992)
- Solopartien für Violine (2002)
- appassionato, morendo per violoncello solo (2004)

## Diskographie
- Tagebuch, Arnan Wiesel (Pno), Dokumentation Wittener Tage für neue Kammermusik 1991
- Zwiegesänge, Beate Zelinsky / David Smeyers (Klar.), Classic produktion osnabrück cpo 999 116-2
- Fünf Versetten, Berliner Saxophon Quartett, Koch Schwann 3-1314-2
- Tagebuch, Arnan Wiesel (Pno.), BVHAAST 9613
- Aria, Christian Schneider (Ob.), Ursula Emde-Ossenkop (Org.), Prezioso 800.020 (»Konzertante Arien und Pastoralen für Oboe und Orgel«),
- Parodia ad Perotinum. Organum, Rundfunk-Sinfonie-Orchester Saarbrücken, Hans Zender, Koch Schwann 3-5037-2 (»Zeitreisen. 50 Jahre Neue Musik in Nordrhein-Westfalen«)
- Round of talks, Trio Diritto, Cybele 260.501 (»Without compression – Neue Musik für Blockflöten«)
- Versetto: Gloria tibi, ensemble recherche, Kairos 0012442KAI (»In Nomine, The Witten in Nomine Broken Consort Book«)
- Capriccio sopra mi, Trio basso Köln, RCA / Deutscher Musikrat 74321 73594 2 (»Musik in Deutschland 1950–2000: Wittener Tage für neue Kammermusik«)
- Capriccio sopra mi, Omaggio, Versetto: Gloria tibi, Deux chansons de Gilles Binchois, »Wie Gebirg, das hochaufwogend…«, Tant plus ayme. Hommage à Binchoi, ensemble recherche / Ravinia Trio, Telos Music TLS 087 (Georg Kröll »à trois«)
- Felix namque es, ensemble recherche, Coviello COV 60812 (»re _naissance transcriptions«)
- Wir besitzen keinerlei Fähigkeit, aus der Klosterneuburgerstraße wegzugehn, Dokumentation Wittener Tage für neue Kammermusik 1969–2008
- Tagebuch für Klavier, Udo Falkner (Pno), 2012 Telos Music 2 CD TLS 119